# 다카야마 슌
다카야마 슌(일본어: 高山 俊, 1993년 4월 18일 ~ )은 일본의 프로 야구 선수이며, 현재 센트럴 리그인 한신 타이거스의 소속 선수(외야수)이다. 지바현 후나바시시 출신이다.
메이지 대학 시절에 달성한 도쿄 6대학 야구 통산 최다 안타(131안타) 리그 기록을 보유하고 있다.

## 인물

### 프로 입단 전
나가노현에서 태어난 후에 지바현 후나바시시에서 자랐으며 대기업 증권 회사에 근무하는 친아버지의 전근에 의해 와카야마현·도쿄도 등 여러 지역을 옮기며 거주했다. 초등학교 1학년 때 친아버지가 후나바시 시내에 자택을 신축했기 때문에 와카야마현에 있는 같은 시에 전입했다.
후나바시 시립 하사마 초등학교 1학년 때 친아버지와의 캐치볼을 지역 소년 야구팀 ‘화이트 비스트롱’의 코치가 본 것을 계기로 이 팀에 스카웃됐다. ‘화이트 비스트롱’에서 본격적으로 야구를 시작하여 6학년 때 유격수, 투수, 포수를 각각 맡으면서 전국 대회에 출전했다. 더욱이 곤도 겐스케 등과 함께 지바 롯데 마린스 주니어 팀의 멤버로 발탁돼 12개 구단 주니어 토너먼트에서 팀의 준우승을 경험했다. 후나바시 시립 나나바야시 중학교에 진학한 후에는 유격수나 투수로서 ‘후나바시추오 시니어’에서 활약을 했고 재학 중에는 지바현내의 육상 경기 대회 200미터 종목에서 4위를 기록했다.

#### 고교 시절
니혼 대학 제3 고등학교에 진학하면서 고교 1학년 때인 가을에 1번 타자 겸 주전 우익수로서 활약했는데 도쿄도 대회에서 타율 4할 3푼 5리를 기록했고 동시에 팀의 도대회 4강 진출에 큰 기여를 했다. 2학년 때인 춘계 선발 대회(제82회 선발 고등학교 야구 대회)에서 준우승했고 팀이 우승한 2학년 가을에 열린 도대회에서는 타율 4할 3푼 2리, 4홈런, 13타점 등의 좋은 성적을 남겼다. 더 나아가 3학년 때에는 춘계와 하계 모두 한신 고시엔 구장에서 열린 전국 대회에 출전했다. 춘계 선발 대회(제83회 선발 고등학교 야구 대회)에서 통산 타율 5할 2푼 9리(17타수 9안타)를 기록했고 5번 타자를 맡은 하계 선수권 대회(제93회 전국 고등학교 야구 선수권 대회)에서는 통산 타율 5할(26타수 13안타 2홈런)을 기록하여 팀을 우승으로 이끌었다. 3학년 가을에는 야마구치현에서 개최된 국민 체육 대회에서도 우승을 경험했다. 고교 시절에는 통산 32홈런을 기록했다.

#### 대학 시절
고교 졸업 후 메이지 대학에 진학, 1학년 때부터 주전 우익수·중견수 자리를 확보함과 동시에 3번 타자로도 기용됐다. 도쿄 6대학 야구 대회에서는 춘계 리그전에서 20안타를 날린 끝에 타율 4할 1푼 7리를 남기며 베스트 나인에 선정됐다. 2학년 때에는 팀의 춘계·추계 리그전 우승에도 기여했는데 추계 대회에서는 통산 13안타와 타율 2할 9푼 5리를 기록하여 자신으로서는 두 번째로 베스트 나인에 선정되는 영예를 안았다.
대학 4학년 때인 2015년에는 대한민국 광주광역시에서 개최된 하계 유니버시아드 야구 일본 대표팀 선수로 발탁됐다. 도쿄 6대학 추계 리그전에서는 메이지 대학 선배인 다카다 시게루가 1967년에 수립한 통산 최다 안타의 리그 기록(127안타)에 어깨를 나란히 하는 것과 기록을 131개까지 경신했다. 대학 시절에는 리그전 통산 102경기에 출전하면서 타율 3할 2푼 4리, 8홈런, 45타점 등의 성적을 남긴 것과 동시에 베스트 나인을 6차례나 수상했다. 리그 통산 102경기에 출전하여 404타수 131안타, 타율 0.324, 8홈런, 45타점, 18개의 도루를 기록했다. 또, 졸업 학부인 문학부의 2017년도판 팜플렛 표지에 사복 차림으로 등장했다.

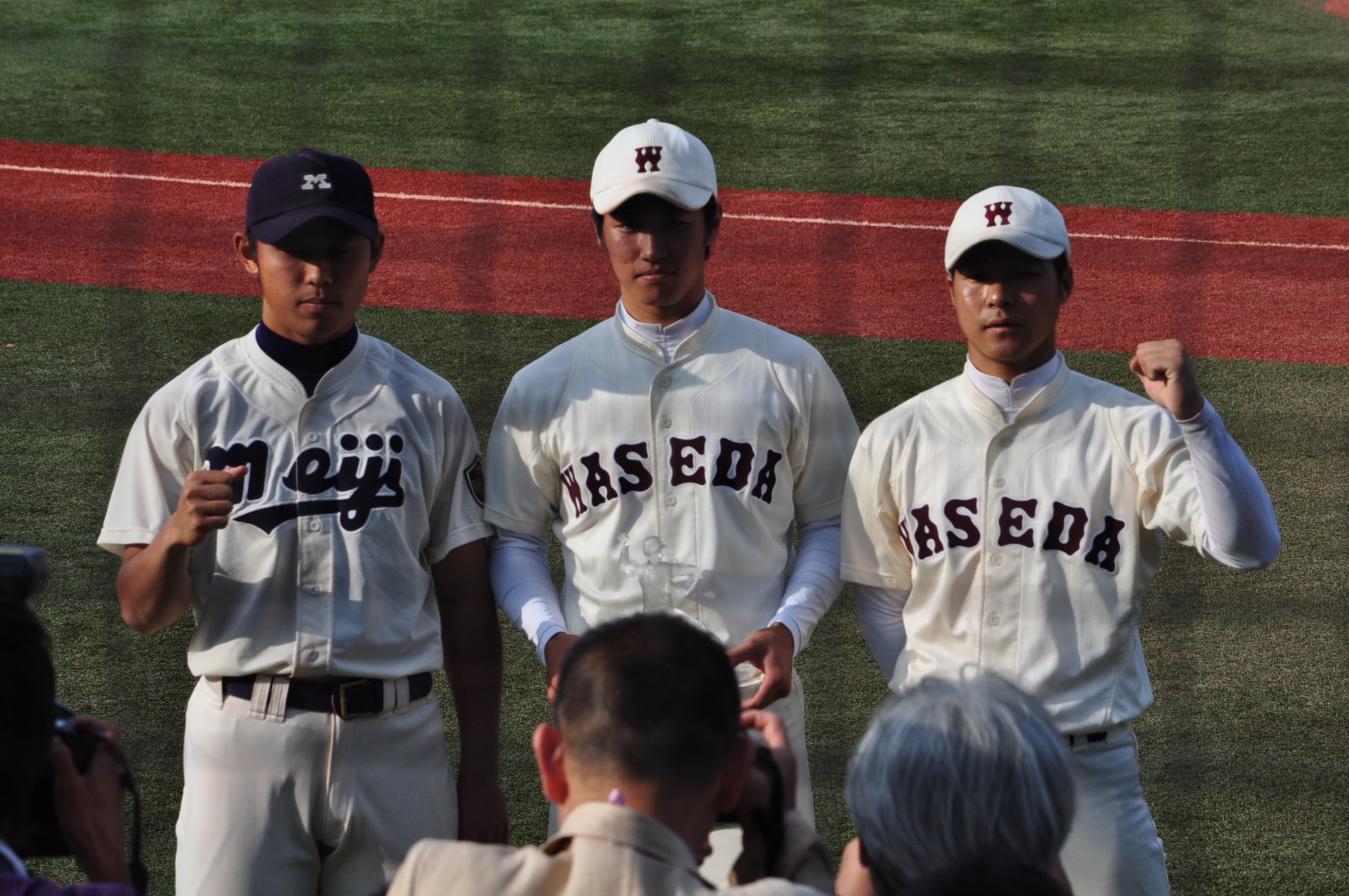
왼쪽은 메이지 대학 시절의 다카야마, 오른쪽은 와세다 대학 소속이었던 모기 에이고로(2012년 6월 4일 촬영)

2015년 드래프트 회의에서는 한신 타이거스와 도쿄 야쿠르트 스왈로스로부터 1순위 지명을 받았고 추첨 끝에 한신이 교섭권을 획득했다. 제비뽑기 추첨 시에는 야쿠르트 감독인 마나카 미쓰루가 떨어진 추첨권을 당첨권이라고 오인한 채로 주먹을 불끈 쥐었다. 마나카는 한신 감독인 가네모토 도모아키가 추첨권이 담긴 봉투를 개봉하기 전에 승리의 포즈를 보여줬고 가네모토도 제비뽑기 결과를 확인하지 않자 회의를 운영하는 일본 야구 기구 사무국이 일시적으로 추첨 결과를 잘못 발표했다. 결국 일본 야구 기구 사무국은 가네모토가 당첨권을 뽑은 걸 확인한 후에야 추첨 결과를 정정하는 해프닝이 벌어졌다. 또한 이 드래프트 회의에서 한신은 다카야마의 대학 시절 팀 동료인 사카모토 세이시로를 2순위로 지명했다.
또한 다카야마 자신은 이 드래프트 회의 직전(2015년 10월 18일)에 게이오기주쿠 대학과의 도쿄 6대학 야구 춘계 리그전에서의 타석에서 파울 타구를 쳤을 때 오른쪽 손목을 부상당했다. 같은 달 21일 오른손 유구골에 골절이라는 진단을 받고 회의 직후인 26일에 수술을 받았다. 수술 후에 가진 입단 협상에서 계약금 1억 엔에 성과급 5,000만 엔, 연봉 1,500만 엔(금액은 추정치)이라는 파격적인 조건으로 입단에 합의했다. 등번호는 그 해까지 맷 머턴이 착용했던 9번으로 결정했다.

### 프로 입단 후

#### 2016년
위에서 말한 수술의 영향도 있어서 고치현 아키시에서 2군 춘계 스프링 캠프에 참가했다. 2월 25일 1군에 합류하자, 이날 연습 경기에서 가네모토로부터 높은 평가를 받았고 그 후에도 ‘프로의 투수에 익숙해지는 것을 최우선으로 기용한다’라는 가네모토의 방침에 따라 시범 경기에서 14경기에 출전했다. 선발 멤버 기용된 전체 13경기에서 안타를 날린 것 외에도 규정 타석 이상에 도달한 타자로서는 8번째로 높은 타율 3할 2푼 7리를 기록했다.
3월 25일, 주니치 드래건스와의 개막전(교세라 돔 오사카)에서 1번 타자 겸 좌익수로서 1군 무대에 데뷔했다. 한신의 신인 선수로서는 나카무라 가쓰히로(1972년) 이래 44년 만의 일이며 1번 타자로서 1군 개막전에서의 선발로 기용됐다. 1회말 첫 타석에서 오노 유다이로부터 좌전 안타를 기록했는데 한신의 신인 선수로서는 도리타니 다카시(2004년) 이래 개막전 안타이며, 신인 선수에 의한 개막전에서의 프로 첫 타석과 동시에 첫 안타는 구단 사상 최초이다. 개막 2경기째인 다음날 26일에도 프로 첫 2루타를 기록함과 동시에 프로 첫 타점을 기록 했고 개막 4경기째인 도쿄 야쿠르트 스왈로스와의 3연전(메이지 진구 야구장) 첫 경기(29일)에서 한신의 신인 선수로서는 처음으로 개막 4경기 연속 안타를 달성했다. 1번 타자로서 출전한 31일 야쿠르트와의 3차전에서는 선발 등판한 카일 데이비스가 1회초에 던진 초구를 노리며 프로 첫 홈런(선두 타자 홈런)을 날렸다. 한신에서는 센트럴 리그 공식전에서의 첫회에 선두 타자로서 프로 첫 홈런을 날린 신인 선수로서는 쓰보이 도모치카(1998년) 이래 두 번째이다. 일본 프로 야구의 신인 선수가 공식전에서의 첫회 선두 타자로 타석에 들어서서 초구를 노리며 프로 첫 홈런을 기록한 사례는 단일 리그 시대인 1944년에 후지노 요시토(산교군)가 기록한 이래 72년 만의 일이며 1950년 양대 리그가 출범한 이후로는 사상 최초이다. 이러한 초반전의 활약을 계기로 올스타전 팬 투표에서는 득표수에서 센트럴 리그 외야수 부문 3위에 랭크됐다. 그해 일본 프로 야구 구단의 신인 선수로서는 유일하며 한신의 신인 선수로서는 구지 데루요시(1992년) 이래 24년 만에 팬 투표로 선출되면서 전체 두 경기에 모두 출전했다. 6번·우익수로 선발 기용된 7월 15일 1차전(후쿠오카 야후오쿠! 돔)에서는 5회초 두 번째 타석에서 유격수 쪽을 가르는 첫 안타를 날렸고 동시에 첫 도루(2루 도루)도 기록했다.
초반전 이후엔 일시적으로 선발에서 제외되는 경기가 계속 있었고 1군에 적을 두면서도 2군 단독 원정으로 웨스턴 리그 공식전에 출전할 정도의 타격 부진에 시달렸다. 하지만 3번·좌익수로 선발 기용된 8월 23일 요코하마 DeNA 베이스타스전(요코하마 스타디움)에서 3안타를 날려 시즌 11번째의 맹타상을 기록했다. 쓰보이가 보유하고 있던 맹타상의 구단 신인 시즌 최다 기록에 타이를 이뤘고 다음날인 24일 역시 DeNA전에서도 2루타 3개를 때려내며 12번째의 맹타상을 달성했다. 한신의 신인 선수로서는 아카호시 노리히로(2001년) 이래 2경기 연속 맹타상에 의해 위에서 말한 구단 기록을 경신했다. 선발 출전한 8월 30일 주니치전(나고야 돔)에서는 세 번째 타석에서 한신의 신인 선수로서는 아카호시 이래 15년 만에 정규 시즌에서의 최종 규정 타석(443타석)에 도달했다.
9월 30일 요미우리 자이언츠전(한신 고시엔 구장)에서의 9회말 타석에서 사와무라 히로카즈로부터 시즌 136번째의 안타를 때려내 쓰보이가 보유하고 있던 1군 공식전 시즌 통산 안타의 구단 신인 기록을 경신했다. 팀의 정규 시즌 최종전을 맞이한 다음날 10월 1일 요미우리전에서는 무안타에 그쳤지만 1군 공식전에서는 134경기에 출전하여 타율 2할 7푼 5리, 136안타, 8홈런, 65타점을 남겼다. 맹타상은 통산 13회를 기록하면서 나가시마 시게오(1958년)에 의한 신인 선수로서의 일본 프로 야구 기록(14회)에 뒤를 이은 2위를 기록했다. 시즌 종료 후 정규 시즌 기간 동안 기대 이상의 활약을 한 공로로 센트럴 리그 신인왕에 선정되는 영예를 안았다. 한신에서는 우에조노 게이지(2007년) 이래 9년 만이며, 야수로서는 아카호시 이래 15년 만에 선출됐고 투표 총수(271표)의 약 80%(220표)를 얻은 끝에 선정된 것이다. 그런 한편으로 센트럴 리그 외야수로서 가장 많은 6차례의 실책을 기록했다.

#### 2017년
그해 시범 경기에서 12개 구단 최다 타이 기록에 해당되는 4개의 홈런을 기록했다. 시범 경기 종반에는 팀 타선의 강화를 도모하는 가네모토의 구상에 따라 주로 2번 타자로 기용됐다. 3월 31일, 히로시마 도요 카프와의 개막전(MAZDA Zoom-Zoom 스타디움 히로시마)에 1번 타자 겸 좌익수로 선발 출전하여 히로시마의 개막전 선발로 나온 크리스 존슨이 던진 초구를 노려 내야 안타를 기록했다. NPB 가맹 구단에 소속된 선수가 입단 1년 차부터 2년 연속으로 개막전에서의 1번 타자로서 첫 타석에 정규 시즌 첫 안타를 날린 사례는 이 해의 다카야마가 처음이다. 이후 공식전에서는 한때 3번 타자를 맡고 있었지만 공격과 수비 모두 부진할 정도로 기대에 못 미치는 활약이 계속됐다. 6월 6일, 오릭스 버펄로스전(교세라 돔 오사카)부터 중견수로 전향하면서 나카타니 마사히로 등과 병용하게 됐다. 하지만 이후에도 타격 부진이 계속되면서 8월 18일에는 프로 데뷔 후 처음으로 출전 선수 등록이 말소당했다. 9월 25일부터 1군에 복귀하여 같은 달 29일 DeNA전(요코하마 스타디움) 7회 초에 프로 데뷔 후 처음으로 대타 홈런을 날렸다. 정규 시즌 전체로는 103경기에 출전하여 타율(.250), 홈런(6), 타점(24) 등은 전년도보다 성적이 떨어졌고 시즌 두 차례의 실책은 외야 수비에서 기대 이하의 실책이 나오자, 시즌 후에 가진 계약 협상에서는 추정 연봉 3,800만 엔(전년도보다 200만 엔 삭감)이라는 조건으로 재계약을 맺었다.

#### 2018년
입단 1년차부터 3년 연속으로 1군에서의 정규 시즌 개막전에 1번 타자로 선발 기용됐다. 초반전에서는 슌스케와 병용됐지만 극도의 타격 부진으로 인해 1군과 2군을 3차례나 오갈 정도로 슬럼프에 시달렸다. 1군 공식전에서는 45경기에만 출전했고 타율 1할 7푼 2리, 홈런 1개, 14타점 등 프로 데뷔 후 가장 낮은 성적으로 시즌을 마쳤다.

#### 2019년
정규 시즌 개막 후 1군에 대동했지만 후쿠도메 고스케·이토이 요시오에 더해 신인이던 지카모토 고지를 외야의 주전으로 발탁된 팀의 방침에 따라 입단 후 처음으로 개막전을 벤치에서 시즌을 맞이해야만 했다. 개막 2경기째부터 2군 조정에 의해 웨스턴 리그 공식전에서 4번 타자를 맡을 정도로 회복하는 모습을 보였지만 4월 하순에는 1군에 복귀한 후에도 대타로서의 기용이 이어졌다. 5월 29일 요미우리전(한신 고시엔 구장)에서는 4대 4로 맞선 연장 12회말에 1아웃 만루 상황에서 대타로 타석에 들어섰는데 상대 투수 이케다 슌으로부터 끝내기 만루 홈런을 때려냈다. 이 홈런을 계기로 전년도부터 한신 고시엔 구장에서의 요미우리전에서 계속됐던 팀의 연패를 10에서 멈췄다. 한신과 요미우리의 맞대결에 의한 공식전이 대타 끝내기 만루 홈런으로 마무리를 지은 사례는 이 경기에서 다카야마의 홈런이 처음이며 시즌 종료 후에는 이 홈런이 ‘스카파! 드라마틱 사요나라상’ 센트럴 리그 부문 연간 대상 수상자로 선정됐다. 6월 2일 히로시마전(MAZDA Zoom-Zoom 스타디움 히로시마)에서 21경기 만에 선발로 기용되자 2년 만의 맹타상을 기록했다. 그 직후에 열린 센트럴·퍼시픽 교류전에서 후쿠도메가 전력에서 이탈한 후에는 후쿠도메를 대신하는 좌익수로 선발 출전하는 기회를 다시 늘렸다. 7월 27일 요미우리전(도쿄 돔)에서는 7회말부터 우익 수비에 오르면서 연장 10회말 1아웃 1, 2루 상황에서 스미타니 긴지로가 날린 큰 타구를 전진 수비 태세에서 뒷걸음질로 달리면서 다이빙 캐치했다. 이 호수비로 끝내기 패배의 위기를 벗어난 팀은 11회초에 역전의 발판이 되는 1점을 올리면서 그대로 승리했다. 그해 정규 시즌에서는 105경기에 출전하여 타율 0.269, 5홈런, 29타점을 기록했다. 팀의 정규 시즌 3위로 포스트 시즌에 진출한 클라이맥스 시리즈에서도 DeNA와의 퍼스트 스테이지(전체 3경기)와 요미우리와의 파이널 스테이지(도쿄 돔) 가운데 4차전(10월 13일)을 제외한 3경기에 출전했다.

## 플레이 스타일
50m 달리기를 5초 8에 주파할 정도로 달리는 준족의 소유자이다. 야구를 시작할 무렵에는 우타자였지만 초등학교 3학년 때 그 다리힘을 유심히 지켜본 ‘화이트 비스트롱’ 코치로부터의 권유로 좌타자로 전향했다. 왼쪽 타석에 들어갈 때에는 이치로처럼 방망이를 세우고 나서 타격 준비에 들어갔다.
애버리지 히터 이면서도 스윙 속도는 최고 161km를 측정했고 대학 시절에는 뛰어난 배트 컨트롤로 리그 통산 131안타를 기록했다. 고시엔 구장에서는 니혼 대학 제3 고등학교 시절에 출전한 전국 대회부터 한신 입단 1년째의 시범 경기(2016년 3월)까지 16경기 연속으로 안타를 날렸다.
한신에 입단한 이후에는 ‘장타를 날리는 타자가 됐으면 좋겠다’라는 가네모토 감독의 희망으로 타구의 비거리 향상에 주력했다. 입단 1년차의 춘계 스프링 캠프에서는 ‘무리하게 혹사시키지 말아달라’는 구단 수뇌부의 배려로 2군 스프링 캠프인 ‘아키조’에서 시작했다. 2군 감독인 가케후 마사유키로부터의 밀착 지도에 의해 가네모토 감독에게서 ‘완성형에 가깝다’라고 높이 평가할 정도로 스윙을 갈고 닦았다. 그런 한편으로 입단 1년째의 1군 공식전에서는 센트럴 리그 외야수로서 가장 많은 통산 6차례의 실책을 기록했다. 타구에의 정확한 송구(내야수에게 송구)가 과제를 안게 됐다.
쓰보이 도모치카는 다카야마의 타격을 “인코스의 공을 좌측 방향을 향해 파울로 만드는 기술은 대단하다. 보통 타자는 그게 불가능하다. 왜냐하면 잡아 당기기 때문에. 나도 그걸 못했다. 그는 그게 가능하기 때문에 대단한 타자라고 생각한다”라는 표현으로 평가했다. “나보다 훨씬 훌륭한 기술을 갖고 있다. 내 기록(한신 신인 선수의 1군 공식전 시즌 최다 안타 기록)을 어서 갈아 치워줬으면 좋겠다”라고 말했다. 참고로 다카야마는 이 발언이 나간 후에 쓰보이가 1군 타격 코치를 맡고 있는 DeNA전에서 위에서 언급한 기록을 경신했다.

## 에피소드
친아버지의 전근이나 단신 부임이 계속 반복되면서 어린 시절에는 ‘아버지 대신’을 자부하는 친어머니에게서 엄격하게 길들여졌다. 그 영향으로 주변에서는 강경한 성격을 가질 정도의 쿨한 이미지를 갖고 있다는 말을 듣는 편이다. 하지만 한신으로의 입단을 계기로 구단 합숙소에 입소했을 때에는 자신의 출신지인 지바현 후나바시시의 비공식 캐릭터 ‘후낫시’ 인형을 지참했다. 이 보도를 계기로 ‘후낫시’로부터 응원을 받게 됐다.
한신 구단에서는 다카야마의 입단 1년차에 시범 경기 기간 중부터 개인 상품을 차례차례 발매하고 있다. 이 구단에서 신인 선수의 개인 상품을 공식전에서의 개막 전부터 발매한 사례는 2013년 후지나미 신타로 이래 3년 만이다.

## 상세 정보

### 출신 학교
- 니혼 대학 제3 고등학교
- 메이지 대학

### 선수 경력
- 한신 타이거스(2016년 ~ )

### 수상·타이틀 경력
- 신인왕(2016년)
- 산스포 MVP 특별상(2016년)[62]
- 간사이 스포츠상(2017년)[63]
- 스카이! 사요나라상 연간 대상 : 1회(2019년)
- 월간 사요나라상 : 1회(2019년 5월)

### 개인 기록

#### 첫 기록
- 첫 출장·첫 선발 출장 : 2016년 3월 25일, 대 주니치 드래건스 1차전(교세라 돔 오사카), 1번·좌익수로서 선발 출장
- 첫 타석·첫 안타 : 상동, 1회말에 오노 유다이로부터 좌전 안타
- 첫 타점 : 2016년 3월 26일, 대 주니치 드래건스 2차전(교세라 돔 오사카), 3회말에 야마이 다이스케로부터 우중간 적시 2루타
- 첫 홈런 : 2016년 3월 31일, 대 도쿄 야쿠르트 스왈로스 3차전(메이지 진구 야구장), 1회초에 카일 데이비스로부터 우월 선두 타자 초구 홈런 ※역대 2번째로 양대 리그 출범 이후에는 사상 최초
- 첫 도루 : 2016년 4월 19일, 대 도쿄 야쿠르트 스왈로스 4차전(한신 고시엔 구장), 8회말에 2루 안착(투수: 가자하리 렌, 포수: 나카무라 유헤이)

#### 기타
- 올스타전 출장 : 1회(2016년)

### 등번호
- 9(2016년 ~ )

### 연도별 타격 성적
| 연 도      | 소 속      | 경 기 | 타 석 | 타 수 | 득 점 | 안 타 | 2 루 타 | 3 루 타 | 홈 런 | 루 타 | 타 점 | 도 루 | 도 루 자 | 희 생 번 | 희 생 플 | 볼 넷 | 고 4 | 사 구 | 삼 진 | 병 살 타 | 타 율 | 출 루 율 | 장 타 율 | O P S |
| ---------- | ---------- | ----- | ----- | ----- | ----- | ----- | ------- | ------- | ----- | ----- | ----- | ----- | -------- | -------- | -------- | ----- | ---- | ----- | ----- | -------- | ----- | -------- | -------- | ----- |
| 2016년     | 한신       | 134   | 530   | 494   | 48    | 136   | 23      | 5       | 8     | 193   | 65    | 5     | 4        | 2        | 3        | 27    | 1    | 4     | 109   | 8        | .275  | .316     | .391     | .707  |
| 2017년     | 한신       | 103   | 353   | 328   | 40    | 82    | 15      | 3       | 6     | 121   | 24    | 6     | 3        | 0        | 1        | 21    | 0    | 3     | 77    | 3        | .250  | .300     | .369     | .669  |
| 2018년     | 한신       | 45    | 134   | 128   | 8     | 22    | 5       | 0       | 1     | 30    | 14    | 0     | 1        | 0        | 1        | 4     | 0    | 1     | 22    | 4        | .172  | .201     | .234     | .436  |
| 2019년     | 한신       | 105   | 300   | 271   | 25    | 73    | 12      | 0       | 5     | 100   | 29    | 9     | 3        | 2        | 0        | 24    | 4    | 3     | 56    | 3        | .269  | .336     | .369     | .705  |
| 통산 : 4년 | 통산 : 4년 | 387   | 1317  | 1221  | 121   | 313   | 55      | 8       | 20    | 444   | 132   | 20    | 11       | 4        | 5        | 76    | 5    | 11    | 264   | 18       | .256  | .305     | .364     | .668  |

- 2019년 시즌 종료 기준

### 연도별 수비 성적
| 연도 | 소속 | 외야  | 외야  | 외야  | 외야  | 외야  | 외야     |
| 연도 | 소속 | 경 기 | 척 살 | 보 살 | 실 책 | 병 살 | 수 비 율 |
| ---- | ---- | ----- | ----- | ----- | ----- | ----- | -------- |
| 2016 | 한신 | 124   | 177   | 1     | 6     | 0     | .967     |
| 2017 | 한신 | 87    | 93    | 3     | 2     | 1     | .980     |
| 2018 | 한신 | 37    | 52    | 0     | 1     | 0     | .981     |
| 2019 | 한신 | 84    | 114   | 2     | 1     | 0     | .991     |
| 통산 | 통산 | 332   | 436   | 6     | 10    | 1     | .978     |

- 2019년 시즌 종료 기준